# Sananandai csata
A sananandai csata a második világháború egyik ütközete volt Pápuán 1942. november 19. és 1943. január 22. között. A szövetséges csapatok az ütközet révén visszafoglalták a Buna és Gona melletti harmadik japán hídfőt.

## A hídfő

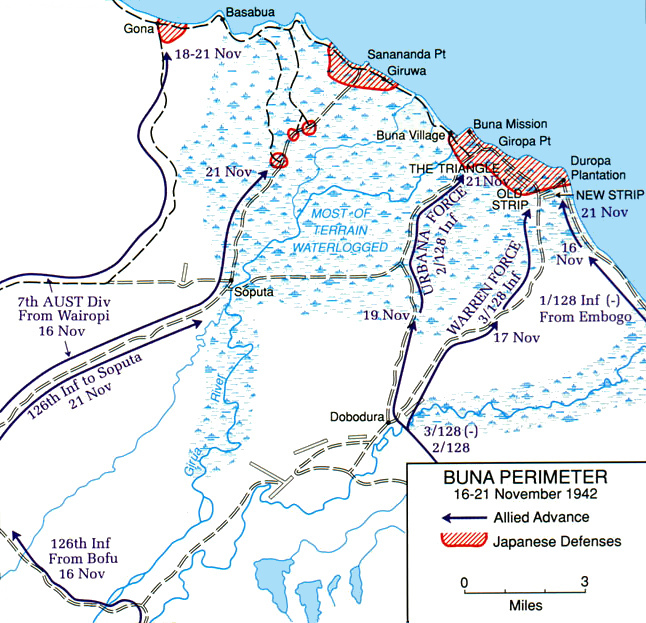
A fekete vonalak jelzik a szövetségesek felvonulását a piros satírozzás jelölt japán hídfők ellen. A szaggatott vörös vonal a japán csapatmozgásokat mutatja. A sananandai hídfő a középső

A japánok 1941. július 21-én partra szálltak Gonánál, majd Bunánál és Sananandánál is hídfőt hoztak létre, hogy azok kiinduló pontjai legyenek az ausztrálok által ellenőrzött Port Moresby és az oda vezető Kokoda ösvény elleni offenzívának. A japánoknak 45 kilométerre sikerült is megközelíteniük Port Moresbyt, amikor az ausztrál ellentámadás visszavetette őket.
Miközben az ausztrálok a dzsungelen átvezető ösvényért harcoltak, Douglas MacArthur tábornok saját ellentámadását készítette elő. Az amerikai csapatok átkeltek az Owen Stanley-hegységen a Kokoda ösvénytől keletre található hágókon, és új leszállópályákat vágtak az erdőkben. Más csapatok a Milne-öböl partján haladtak előre a japán állások felé. November közepére a szövetségesek készen álltak arra, hogy megindítsák a támadást a japán hídfők ellen.
A három hídfő közül a középső, a sananandai volt a leghosszabb és a legmélyebb. A megerősített tengerpart a nyugati Wye-ponttól a Sanananda-ponton át a fő japán bázisig, Giruwáig vezetett. A térség egyik legjobb útja a Sanananda-ponttól délre futott Soputa felé. Mivel a terület számos ösvényét a szövetségesek ellenőrizték, a japánok három megerősített védelmi állást építettek ki az úttalálkozásoknál. Ezek a létesítmények a szárazföld felől a tengerpartra vezető valamennyi utat ellenőrizték, mivel a mocsarakon nem vezetett át több út. A csata kezdetén a sananandai hídfőállást 3200 japán katona védte, közülük 1800 a legdélibb útkereszteződésnél.

## Támadás

Ausztrál katona cigarettát sodor egy japán fogolynak

A japánokat az ausztrál 16. dandár három zászlóalja (2/1., 2/2. és 2/3.) támadta meg. Menetelésük a frontra gyengén volt megszervezve, így november 16. és november 19. között, amikor elérték az első japán pozíciókat Soputánál, nem kaptak élelmiszert. Amikor a szállítmány megérkezett, tévedésből jóval mögéjük dobták repülőgépről. A dandár ekkor már két hónapja harcban állt a japánokkal, és a Kokoda ösvényért folyó csatában elvesztette emberei felét. A sananandai csata megkezdésekor alig voltak többen ezernél.
A november 19-ei sopotai ütközetben az ausztrálok gyors sikert értek el, és egy nap alatt a második védelmi vonalba szorították vissza a védőket. Másnap a japánok jóval elkeseredettebb védekeztek, de egy ausztrál zászlóaljnak, Paul A. Cullen ezredes irányításával sikerült november 21-én hátba támadni őket. A japánok a harapófogóból csak állásaik feladásával tudtak menekülni. Az ausztrálok kifáradtak, ezért segítséget kértek az amerikaiaktól, akik a Buna falu ostromára készülő 126-osokat rendelték a sananandai hídfőhöz. Másnap az ezred felét visszairányították a Buna elleni akcióhoz, így 1400 katona maradt az ausztrálok mellett.
November 22-én a szövetségesek több irányból támadtak. A balszárny japán járőrökbe futott, megfutamította őket, de ezután eltévedt a nehéz terepen, és csak nagyjából 300 métert sikerült előrehaladnia. A jobbszárnyon harcoló L század komoly ellenállásba ütközött, és csak 200 métert nyert. A következő néhány napban a szövetségesek stabilizálták új pozíciójukat, és felkészültek az újabb támadásra. November 26-án előrenyomultak, és csaknem 700 méterrel tolták ki vonalaikat Killerton felé.

## Útakadály a japánok mögött

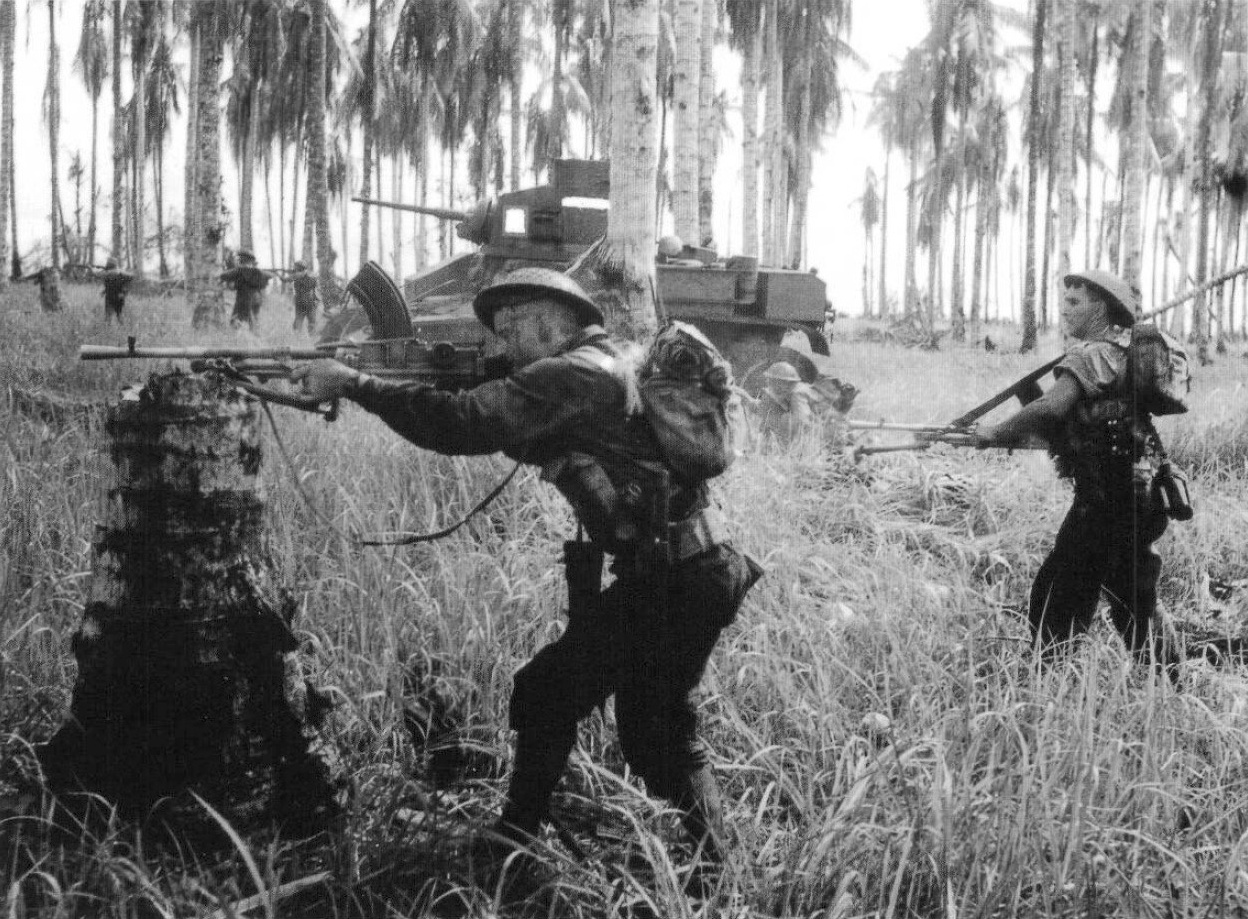
Ausztrálok katonák Giropánál

Az áttörés november 29-én következett be, amikor sikerült a japán vonalak mögött egy útakadályt emelniük, amivel elvágták a védőket az erősítéstől. Másnap megindult a támadás a japán állások ellen, és sikerült egy nagy területet megtisztítani a védőktől. Az útblokknál két japán ellentámadást vertek vissza aznap a szövetségesek. Decemberben a japánok többször kísérelték meg áttröni az útakadályt, a szövetségesek pedig számos alkalommal kíséreltek meg erősítést küldeni oda. December 7-én a 30. dandár felváltotta a 16.-at. Másnap a friss ausztrál erők frontális támadást indítottak, de nem értek el sikert. Ezen a napon végre eljutott az erősítés az útakadályhoz, amelynek védői már csak 225-en voltak, és közülük 100 harcképtelen volt. December 22-én sikerült a megerősített útblokktól tovább indulni a japán állások felé.
A fő japán védelmi vonal felé lassú volt az előrehaladás. A folyamatos harc és a betegségek megtizedelték a szövetségeseket. 1942 végére a teljes amerikai erő mindössze egy századnyi emberre, 635 katonáról 244-re fogyatkozott. A 979 sérült kétharmada betegségben szenvedett. A japánok még rosszabbul álltak. Hiába voltak erős védelmi állásaik, a főhadiszállásról nem kaptak utánpótlást és erősítést. A friss amerikai csapatok január elején értek a frontra, és átvették a két útblokk védelmét. Mivel a gonai csata és a bunai ütközet befejeződött, újabb erősítések indultak útnak. A támadókat Stuart könnyűtankokkal fegyverezték fel.
A japán főparancsnokság január 4-én úgy döntött, hogy Laéba és Salamauába vonja vissza csapatait Sananandából és Giruwából, de a parancsot csak kilenc nap múlva adta ki Adacsi Hatazó tábornok, az új-guineai japán csapatok főparancsnoka. A kitörést január 25-29-ére tűzték ki. Január 14-én a szövetségesek észrevették, hogy a japánok többsége visszavonult az utolsó, hosszú időn át ellenálló pozícióból a tengerpart felé, és három irányú akciót indítottak. A vonalakat mindössze 158 japán védte, akiket hamar lerohantak. Közülük csak hat maradt életben. A támadás folytatódott, és az éjszaka elesett Killerton falu, másnap pedig az amerikaiak mélyen betörtek a japán védelembe. A harcok változatlan hevességgel folytatódtak a következő napokban.
Január 22-én az ausztrálok elérték a Wye-pontot. A japánok ekkor már csak három területet – egyet Sananandától északnyugatra a parton, egy másikat közel a faluhoz, a fő úton, egy harmadikat pedig keletre, Giruwánál – tartottak megszállva, amelyet számos irányból lehetett támadni. Jamagata tábornok január 20-án kiadta a parancsot az evakuálásra, és neki sikerült is megszöknie, Oda tábornok és Jazava ezredes azonban ausztrál csapatokba ütközött, amelyek megölték őket. A tengerparti védelem ezután meglepően gyorsan összeroppant, és a Sananandától délre eső pozíció, valamint a Giruwa környéki január 21-én elesett. A Sananandától északnyugatra fekvő területet másnap sikerült végképp megtisztítaniuk a szövetségeseknek. A sananandai hídfő elleni ütközetben 1500 japán katona halt meg, 1190 beteget a tengeren evakuáltak január 13. és 20. között, míg nagyjából ezernek sikerült átsiklania a szövetséges alakulatok között. A szövetségesek vesztesége 3500 volt.